# سلول‌های دیواری
سلول‌های دیواری سلول‌های ماهیچه صاف عروق (vSMCs) و پری سیت‌های میکروسیرکولاسیون هستند. هر دو نوع در تماس نزدیک با سلول‌های اندوتلیال پوشاننده مویرگ‌ها هستند و برای رشد و ثبات عروق مهم هستند. سلول‌های دیواری در تشکیل طبیعی عروق نقش دارند و به عواملی از جمله فاکتور رشد مشتق شده از پلاکت B (PDGFB) و فاکتور رشد اندوتلیال عروقی (VEGF) پاسخ می‌دهند. ضعف و بی نظمی عروق تومور تا حدی به دلیل ناتوانی تومورها در به‌کارگیری سلول‌های دیواری به‌طور سازمان یافته‌است.

## جدال برای تشخیص نوع سلولی
سلول‌های دیواری برای اولین بار در اواخر قرن نوزدهم به عنوان سلول‌های انقباضی در اطراف اندوتلیوم توصیف شدند. در حقیقت، سلول‌های مختلفی بودند که تحت نام رایج سلول‌های روژ (به انگلیسی Rouget) مشاهده و جمع‌آوری شده بودند. مطالعات بعدی در مورد قابلیت انقباض آنها بحث و جدل به وجود آورد، و این موضوع امروزه به عنوان یک نکته مبهم باقی مانده‌است.
پری سیت‌ها، vSMCها و بسیاری دیگر از انواع سلول‌های اطراف عروقی نشانگرهای بسیار مشابهی مانند گیرنده فاکتور رشد مشتق از پلاکت بتا (PDGFR-B)، آمینوپپتیداز-N (CD13)، کندرواتین سولفات پروتئوگلیکان 4 (Ng2) یا دسمین را بیان می‌کنند که شناسایی آنها را دشوار می‌کند. به این ترتیب برای شناسایی سلول‌ها از یکدیگر به ترکیبی از نشانگرها نیاز است؛ به عنوان مثال vSMCها اما نه پری سیت‌ها اکتین ماهیچه صاف آلفا(α-SMA) (نام ژن:ACTA2) را بیان می‌کنند. امروزه، تشخیص قطعی این سلول‌ها از یگدیگر به ترکیبی از نشانگرها، مکان سلولی و مورفولوژی نیاز دارد.